# Guillemot du Japon
Synthliboramphus wumizusume
Espèce
Statut de conservation UICN

 VU A2cde+3cde+4cde;C2a(ii) : Vulnérable
Le Guillemot du Japon (Synthliboramphus wumizusume) est une espèce d'oiseaux de la famille des Alcidés.